# Crocifissione (Piero della Francesca)
La Crocifissione è un dipinto, tecnica mista su tavola a fondo oro (37,50x41 cm), di Piero della Francesca, databile al 1454-1469 e conservato nella Frick Collection di New York. Si tratta di uno dei pannelli secondari dello smembrato e parzialmente disperso Polittico di Sant'Agostino, originariamente dipinto per la vecchia chiesa agostiniana di Sansepolcro, oggi Santa Chiara. La Crocifissione doveva trovarsi al centro, in corrispondenza della perduta Madonna col Bambino.

## Storia
Del polittico si conosce la data del contratto, 4 ottobre 1454, e quella dell'ultimo pagamento, 14 novembre 1469.
Spostato probabilmente col trasferimento degli Agostiniani, dovette finire in una posizione secondaria, per essere poi smembrato. Verso la fine del XIX secolo comparve sul mercato antiquario. Il pannello della Crocifissione entrò nella collezione newyorkese nel 1961, come dono di John D. Rockefeller Jr.

## Descrizione e stile
La scena è organizzata in due emisferi: quello superiore, con fondo oro, è il mondo celeste dove si trova solo la Croce; quello inferiore è terrestre, ed è composto da quattro gruppi di figure. In basso si trovano tre soldati seduti che si giocano la veste di Cristo, a sinistra il gruppo delle Pie Donne dolenti a cui fa da contrappunto san Giovanni sulla destra; alle due estremità due gruppi quasi simmetrici di soldati romani a cavallo, con i destrieri che ricordano da vicino quelli degli affreschi della Leggenda della Vera Croce di Arezzo.
La scena è caratterizzata da una notevole vivacità e da una ricchezza cromatica dove spiccano i rossi dei vessilli, degli scudi e di alcune vesti.
Non è chiaro se questi piccoli pannelli si trovassero nel registro superiore oppure nella predella del polittico.